# Louis Loucheur

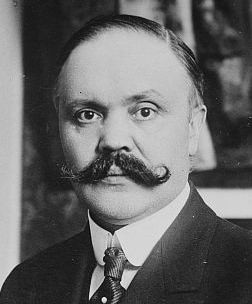
Louis Loucheur

Louis Albert Joseph Loucheur (* 12. August 1872 in Roubaix; † 22. November 1931 in Paris) war ein französischer Geschäftsmann, Politiker, Industrie- und Kartelllobbyist der dritten französischen Republik.

## Leben
Louis Loucheur entstammte einer mäßig begüterten protestantischen Familie; sein Vater war Architekt. Louis erhielt eine Schulausbildung am renommierten ‘Lycée Faidherbe’ in Lille. Danach Ausbildung zum Bauingenieur und Berufseintritt bei der ‘Compagnie des chemins de fer du Nord‘, einer Eisenbahngesellschaft. Er heiratete 1896 die Unternehmertochter Suzanne Lenicque, sie hatten zwei Töchter. L. starb 1931 an einem Herzschlag und wurde auf dem Friedhof Montparnasse (div. 10) begraben.

## Unternehmerische Karriere
Loucheur machte sich 1899 selbstständig, indem er mit einem Studienkollegen ein Bauunternehmen, die ‘Société Giros et Loucheur’ gründete, die wenig später zu ‘Girolou’, 1908 zu ‘Société générale d'entreprises‘ (SGE, heute Vinci) umfirmiert wurde. Die Geschäfte gediehen, so dass L. zu einem führenden Unternehmer des französischen Bau-, Elektrizitäts- und Transportsektors wurde.

## Politische Karriere
Durch seine industriellen Aktivitäten kam Loucheur in Kontakt mit dem politischen Milieu, auch mit Fragen der Bewaffnung. Im Dezember 1916 wurde Loucheur angesichts der Krise der schweren Artillerie Unterstaatssekretär im État à l’Artillerie et aux Munitions, an der Seite des Ministers für Bewaffnung und Kriegsproduktion, Albert Thomas, in der Regierung Aristide Briand. Zu Beginn seiner Ernennung entschied sich Loucheur für die Strategie der «production totale» und wurde darin von drei hochkarätigen Ingenieuren, Xavier Loisy, Edmond Philippar und Paul Munich, unterstützt. Ende September 1917 ersetzte er in der neuen Regierung Paul Painlevé Albert Thomas als Bewaffnungsminister. In politischer Nähe zu dessen Nachfolger Georges Clemenceau stehend, war er ab Ende 1917 an der Organisation des militärischen Oberbefehls beteiligt. Nach Kriegsende wurde Loucheur ‘Ministre de la Reconstitution industrielle’. Auf der Versailler Konferenz war er der maßgebliche Wirtschaftsberater von Georges Clemenceau für die Aushandlung des Friedensvertrages und mischte sich direkt in die Diskussionen mit David Lloyd George, dem britischen Premier, ein. Er erhielt von der britischen Seite die ‚Army Distinguished Service Medal‘ als Auszeichnung für seine Dienste.
Loucheur wurde im November 1919 als konservativer Abgeordneter für ‘Avesnes-sur-Helpe’ in die Nationalversammlung gewählt, ungeachtet einer Pressekampagne, die ihn als «profiteur de guerre» anprangerte. Er stieß später zu den ‚Républicains de gauche’ an, einer Partei der Mitte, die für Regierungsbildungen oft unverzichtbar war und die er bald anführte. L. war zwischen Januar 1921 und Januar 1922 Minister für die ‘Régions libérées’ (= Elsass-Lothringen) in einer neuen Regierung Aristide Briand. Er verhandelte im Sommer und Herbst 1921 in Wiesbaden mit Walther Rathenau über die Frage der deutschen Reparationen. Von März bis Juni 1924 war L. ‘Ministre du Commerce, de l'Industrie des Postes et Télégraphes’ in der (dritten) Regierung Raymond Poincaré, er nahm an der Erneuerung des ‘Conseil du Commerce’ und anderen Wirtschaftsreformen teil. Vom November 1925 bis März 1926 wurde er ‘Ministre des Finances’ in der (siebten) Regierung Aristide Briand. Im Sommer wurde er zur Weltwirtschaftskonferenz im Mai 1927 in Genf delegiert, die er 1925 höchstpersönlich angeregt hatte. Von Juni 1928 bis Februar 1930 war Loucheur ‘Ministre du Travail et de la Prévoyance sociale’ weiterer Regierungen unter Raymond Poincaré und Aristide Briand sowie des ersten Kabinetts André Tardieu. Er beschäftigte sich vor allem mit dem Wohnungsmangel, der Sozialversicherung und Arbeitskonflikten.

## Loucheurs Engagement für Europa
Verlässlicher Anhänger der proeuropäischen Orientierung von Aristide Briand, repräsentierte Loucheur die Strömung der Modernisierer und der Kartellbewegung unter den französischen Unternehmern. Er trat ansonsten für eine industrielle Annäherung zwischen Frankreich und Deutschland ein und war aktiver Förderer für Ideen und Projekte eines europäischen Wirtschaftsaufbaus in den 1920er Jahren. Insofern kann man ihn auffassen als Vordenker der erst später realisierten Europäischen Wirtschaftsgemeinschaft.
Er formulierte insbesondere das «projet Loucheur», das die Entwicklung von Produktionskartellen und eine Senkung der Zollschranken in Europa anpries. Diese Ideen bildeten die Basis der Arbeit der Weltwirtschaftskonferenz, deren Initiator er in 1925 gewesen war und die 1927 in Genf zusammentrat. Als Vizepräsident dieser Konferenz spielte Loucheur eine wesentliche Rolle bei ihrer Organisation und ihren Debatten und beeinflusste besonders ihre Beschlüsse. Jene Konferenz war eine Art Labor der Ideen für die wirtschaftliche Zukunft Europas. Loucheur hatte den Vorsitz in der französischen Sektion der Paneuropa-Union, in deren Mitte er ein Wirtschaftskomitee aus europäischen Industriellen begründete. Schließlich war L. Vordenker der wirtschaftlichen Perspektive des Projet d'Union européenne, das im September 1929 von Aristide Briand präsentiert wurde.

## Kritik an der Vereinnahmung Loucheurs als ‚Europäer‘
Loucheurs Europa-Engagement könnte vor allem den Geschäftsinteressen französischer Industrieller entsprungen sein. Es fällt auf, dass er auf der Weltwirtschaftskonferenz 1927 – zusammen mit anderen Kartelllobbyisten wie Henri de Peyerimhoff und Clemens Lammers – für Unternehmerfreiheiten und gegen eine überstaatliche Kartellkontrollbehörde unter dem Dach des Völkerbunds eintrat. Damit stellte er sich gegen eine Austarierung unternehmerischer Macht durch demokratische Kontrollrechte, wie sie von den französischen Linken vertreten wurde. Als Vorkämpfer für eine europäische Wirtschafts-Demokratie scheidet Loucheur folglich aus – er vertrat ein Europa des international kartellierten Kapitals, ein Unternehmer-Europa. Die ‚europäische’ Idee war nur im Keim vorhanden.

## Werke über L. Loucheur
- Dominique Barjot, Les cartels, une voie vers l'intégration européenne? Le rôle de Louis Loucheur (1872-1931), in: Revue économique 64 (2013), S. 1043–1066.
- Stephen D. Carls, Louis Loucheur, ingénieur, homme d'État, modernisateur de la France, 1872-1931, Presses universitaires du Septentrion, Villeneuve-d’Ascq, 2000
- Stephen D. Carls, Louis Loucheur and the Shaping of Modern France 1916-1931, Louisiana State University Press (1993–06).
- Louis Loucheur, Carnets secrets, 1908-1932, Paris, Bruxelles, Brepols, 1962.
- Véronique Pradier, « L’Europe de Louis Loucheur : le projet d’un homme d’affaires en politique », Études et documents, Paris, Comité pour l’histoire économique et financière de la France, tome V, 1993, p. 293-306.